# Trenchard-Doktrin
Als Trenchard-Doktrin wird eine Doktrin der Royal Air Force (RAF) bezeichnet, nach der die Zerstörung der gegnerischen Rüstungsindustrie einschließlich der Transportwege zur Front mit Fernbombern der direkten Feldschlacht mit den gegnerischen Streitkräften vorzuziehen sei. Die Doktrin ist nach Hugh Trenchard benannt, der die RAF von 1919 bis 1929 kommandierte, und wurde ab Ende des Ersten Weltkriegs entwickelt. Zur Anwendung kam sie in abgewandelter Form mit der britischen Area Bombing Directive und dem Flächenbombardement deutscher Städte und Industriegebiete im Zweiten Weltkrieg.
Aufgrund der Trenchard-Luftkriegsdoktrin wurde in Großbritannien bereits seit Anfang der 1930er Jahre an der Entwicklung und dem Aufbau einer Flotte schwerer Bomber mit großer Reichweite gearbeitet. Die schnelle Einsatzfähigkeit der schweren Bomber (Bristol Blenheim, Vickers Wellington usw.) schon vor Beginn des Zweiten Weltkrieges beruhte auf den weitreichenden Planungen Anfang der 1930er Jahre. Der Trenchard-Doktrin folgend, wurde neben dem Aufbau der Bombentransportkapazität auch an der Hauptwaffe des Bombenkrieges, dem Elektron-Thermitstab, gearbeitet. Im Oktober des Jahres 1936 erging ein erster Produktionsauftrag des britischen Verteidigungsministeriums über die Produktion von 4,5 Millionen Stabbrandbomben (bei Kriegsbeginn waren bereits mehr als 5 Millionen Stück verfügbar) an das britische Unternehmen Imperial Chemical Industries (ICI).

## Geschichte und Wandel der RAF-Doktrin
Als Ursprung der britischen Idee eines strategischen Luftangriffs auf die „Nervenzentren des Gegners“ gilt die Bombardierung Englands durch die deutschen Luftstreitkräfte im Ersten Weltkrieg, erst ab 1915 mit Zeppelinen, dann ab 1917 mit Gotha-Bombern. Die RAF selbst (damals noch Royal Flying Corps) hatte hingegen keine nennenswerten Erfahrungen mit Fernbombern vorzuweisen. Nach Kriegsende kam es in der politischen und militärischen Führung Großbritanniens inmitten von drastischen Sparbestrebungen zu einem langwierigen institutionellen Kampf um Ressourcen und Selbständigkeit.
Unter dem Eindruck der erfolgreichen alliierten Offensiven von 1918 und des endlich gewonnenen Krieges stieg das Prestige der Army wieder, das von 1915 bis Frühjahr 1918 unter dem ebenso  verlustreichen wie erfolglosen Anrennen gegen den im Stellungskrieg verschanzten Gegner gelitten hatte. Dennoch galt der Ansatz eines großen Feldheeres, das in Materialschlachten bis hin zum  Ermüdungskrieg das Feldheer des Gegners bezwingt, als eine für die Zukunft untaugliche Strategie. Entsprechend fiel die Entscheidung gegen ein großes stehendes Heer und für ein kleines Expeditionskorps, das koloniale Aufgaben erhalten sollte. Bei näherer Betrachtung der wirtschaftlichen Situation im besiegten Deutschland wurde offenbar, welche verheerende Wirkung die Blockade durch die Royal Navy gehabt hatte. Zudem stand die Rolle der Navy als primus inter pares der britischen Teilstreitkräfte nie in Frage. Somit drohte der RAF die Rückstufung auf eine taktische Rolle und eine erneute Trennung in einen die Army unterstützendes Royal Flying Corps und einen die Navy unterstützende Royal Naval Air Service. Den Verfechtern einer unabhängigen Luftstreitmacht war daher an einer eigenen strategischen Rolle der RAF mehr als gelegen.
Das Ziel eines Krieges besteht nach Clausewitz darin, dem Gegner den eigenen Willen aufzuzwingen. Dieses Ziel könne man nach Ansicht der RAF-Vordenker am Ausgang des Ersten Weltkriegs auf zwei Arten erreichen: durch Zerstörung der Fähigkeit des Gegners, Widerstand zu leisten, oder durch die Zerstörung seines Willens zum Widerstand. Das Heer war „dazu verdammt“, sich auf die Zerstörung der Kampffähigkeit des Gegners zu konzentrieren, was nur durch die Feldschlacht gegen dessen Heer erreichbar wäre. Die Luftwaffe könne und solle hingegen den Willen des Gegners brechen. Trenchard glaubte fest daran, dass der massenhafte Einsatz von Bombern gegen das Hinterland des Feindes dieses Ziel erreichen werde.
Durch spätere Zuspitzungen der RAF-Doktrin wird der Unterschied zwischen unmittelbarer Nachkriegsdoktrin der RAF einerseits und den einflussreichen Veröffentlichungen der Luftkriegs-Vordenker Giulio Douhet („Dominio dell’Aria“, 1921) und Billy Mitchell (Versenkungen von Marineeinheiten zu Demonstrationszwecken 1921) andererseits verwischt. Douhet und Mitchell sahen Kriege voraus, in denen die eigenen Landstreitkräfte nur noch das Territorium des von den Luftstreitkräften bereits besiegten Gegners besetzen müssten („mopping-up operations“). Die Seestreitkräfte würden nur noch schwimmende Luftkriegsbasen stellen. Die Sicht der RAF-Führung von 1928 war eine andere. Sie sah die strategische Blockade („strategic interdiction“) als Hauptaufgabe der RAF, als Ergänzung der Seeblockade durch die Navy, die zusammen kriegsentscheidend sein würden. Der genaue Inhalt eines „morale bombing“ wurde dabei nicht näher definiert.
Die Trenchard-Doktrin wird vielerorts auf 1928 datiert, doch stellt dieses Jahr nur einen besser publizierten Zeitpunkt in der kontinuierlichen Entwicklung der RAF-Doktrin zwischen den Weltkriegen dar. In dieses Jahr fallen drei Dokumente: Trenchard verfasste im Mai 1928 ein Memorandum mit dem Titel The War Object of an Air Force an das Chief of Staff Subcommittee, im Juli 1928 wurde das RAF War Manual of 1928 verabschiedet und im Oktober 1928 hielt Trenchard eine Rede vor dem Imperial Defence College.